# شهرستان نینگمینگ
نینگمینگ (به لاتین: Ningming County) یک شهرستان در جمهوری خلق چین است که در چانگژاو واقع شده‌است.

## خصوصیات
نینگمینگ ۳٬۷۷۹ کیلومترمربع مساحت و ۴۱۲٬۳۰۰ نفر جمعیت دارد و ۱۱۸ متر بالاتر از سطح دریا واقع شده‌است.